# Цивильский уезд
Циви́льский уе́зд (чув. Çĕрпӳ уесĕ) — административно-территориальная единица Казанской губернии, Чувашской АО и Чувашской АССР, существовавшая в 1781—1927 годах. Уездный город — Цивильск.

## История

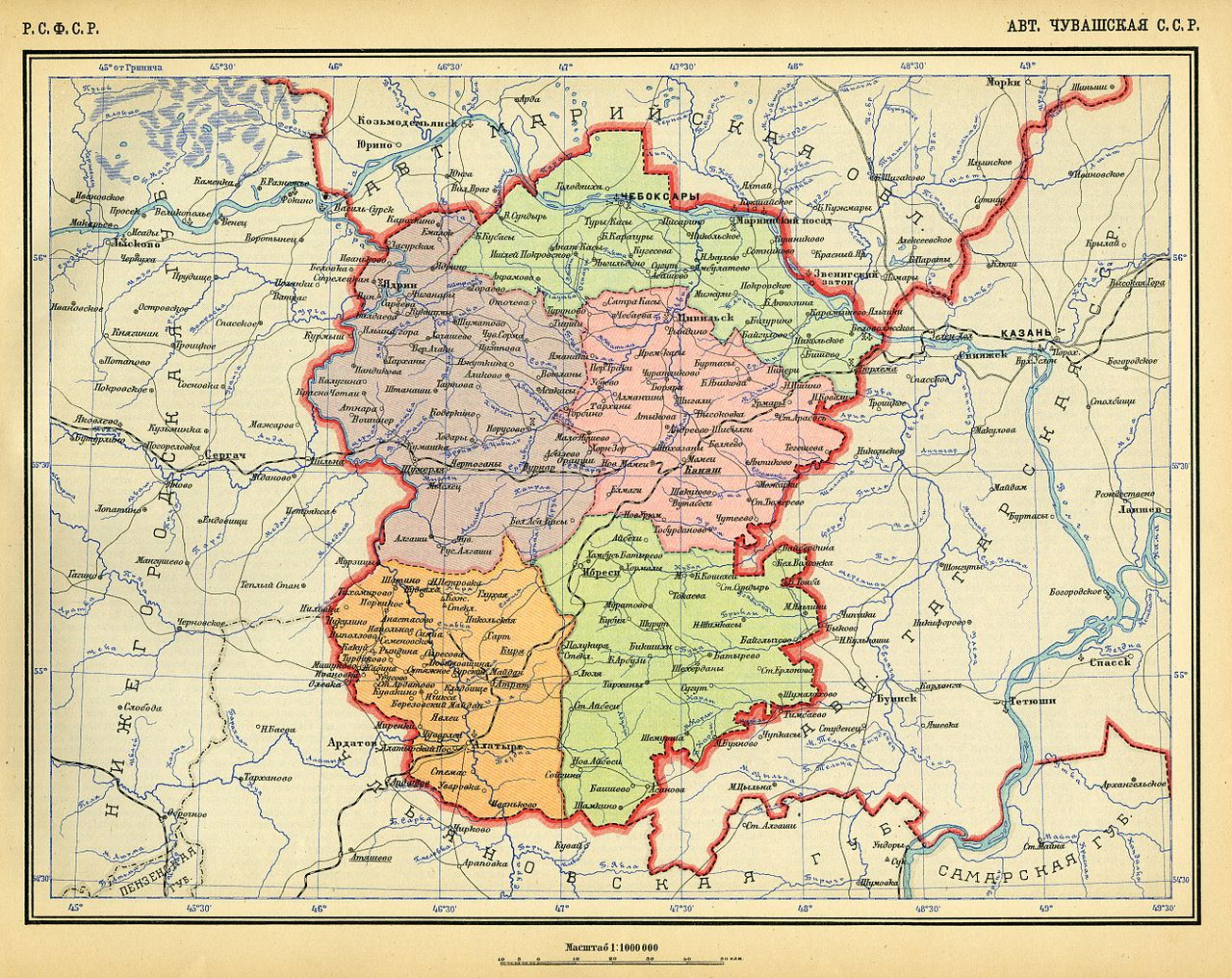
Цивильский уезд в составе Чувашской АССР (1928)

Цивильский уезд образован в конце XVI века вокруг основанного в 1589 году города Цивильск. С 1719 года, после разделения губерний на провинции, уезд до 1775 года в составе Свияжской провинции Казанской губернии.
Уезд с 1781 году в составе Казанского наместничества (с 1796 — губернии).
27 мая 1920 года к Цивильскому уезду были присоединены Батыревская, Муратовская, Тархановская, Хомбусь-Батыревская, Шамкинская и Шемуршинская волости упразднённого Буинского уезда Симбирской губернии.
18 июня 1920 года Декретом ВЦИК Цивильский уезд был передан в Нижегородскую губернию.
24 июня 1920 года уезд отошёл к вновь образованной Чувашской АО. 
4 ноября 1920 года в селе Большое Батырево уездный съезд постановил образовать новую уездную единицу из 6 волостей. Этот съезд привёл к созыву нового съезда на станции Ибреси. На котором 18 июня 1921 года было провозглашено создание новой административной единицы и были переданы Батыревская, Муратовская, Тархановская, Хомбусь-Батыревская, Шамкинская и Шемуршинская волости. Новый уезд получил название Ибресинский. 6 марта 1923 года Ибресинский уезд был переименован в Батыревский уезд. 
С 21 апреля 1925 года в составе Чувашской АССР.
Уезд расширялся за счет волостей, принятых из Буинского и Тетюшского уездов.
1 октября 1927 года Цивильский уезд был упразднён в связи с введением в Чувашской АССР районного деления, а на его территории образован Цивильский район.

## Административное деление
До реформы 1781 года в уезд состоял из волостей:
- Сюрбеевская волость
- Богатыревская волость
- Кошкинская волость
- Рунгинская волость
- Сюрбеевская волость
- Первая Тугаевская волость
- Вторая Тугаевская волость
- Убеевская волость

В 1819 году Аринская волость Свияжского уезда была преобразована в Акзегитовскую лашманскую волость (с центром в деревне Акзегитово) Цивильского уезда, после 1860 года, когда лашманы — основное население волости — были переведены в разряд государственных крестьян, волость стала называться Акзегитовской. В 1896 году Акзегитовская волость была переименована в Ново-Ковалинскую волость, волостное правление было переведено из деревни Акзегитово в село Ковали. 

В 1913 году, согласно справочнику «Волостныя, станичныя, сельския, гминныя правления и управления, а также полицейские станы всей России с обозначением места их нахождения», уезд состоял из 12 волостей (названия приводятся по справочнику):
| - Архангело-Яншиковская волость (центр — село Подгорное), - Кошелеевская волость (центр — село Большие Кошелеи), - Ново-Ковалинская волость (центр — село Ковали), - Ново-Мамевская волость (центр — деревня Новый Мамей), - Сиделевская волость (центр — село Шихазаны), - Старо-Арабасинская волость (центр — деревня Старо-Арабась), | - Старо-Тябердинская волость (центр — деревня Старо-Тюмерево), - Хармалинская волость (центр — село Хармалы), - Цивильская волость (центр — город Цивильск), - Чуратчикская волость (центр — село Чуратчиково), - Шибыльгинская волость (центр — село Шибыльгис), - Яниково-Шоркриская волость (центр — д. Большое Яниково), при этом ранее существовала Шоркистринская волость с центром в селе Шоркистры. |

К 1917 году в состав Цивильского уезда входили город Цивильск и Кошелеевская, Новоковалинская, Новомамеевская, Сиделевская (Шихазанская), Староарабосинская, Старотябердинская, Хормалинская, Цивильская, Чуратчинская, Шибылгинская, Яниково-Шоркисринская и Янтиковская волости.

## Население
По данным переписи 1897 года в уезде проживало 164 284 чел. В том числе чуваши — 79,9 %, русские — 10,1 %, татары — 10,0 %. В уездном городе Цивильске проживало 2336 чел.
По итогам всесоюзной переписи населения 1926 года население уезда составило 200 314 человек, из них городское — 4 984 человек.